# Palazzo Landriani (Milano)
Palazzo Landriani è un palazzo storico di Milano, situato in via Borgonuovo n. 25. Il palazzo è attualmente sede dell'Istituto Lombardo Accademia di Scienze e Lettere.

## Storia e descrizione
Il palazzo, di origine precedente al XVI secolo, fu costruito dalla famiglia Bossi, che lo vendette alla famiglia dei Landriani: nella prima metà del Cinquecento un incendio distrusse quasi completamente il palazzo, che venne riedificato su progetto di Cesare Cesariano, a cui è stato possibile attribuire l'opera solo grazie all'analisi di alcuni suoi progetti. Il palazzo fu rimaneggiato nel XVII secolo quando il palazzo passò in proprietà degli Imbonati, è tuttavia ben visibile e conservato, sulla parte sinistra della facciata, il prospetto originale cinquecentesco.
Come appena specificato, il fronte si divide in due parti: sulla sinistra si trova la parte cinquecentesca originale della facciata scandita al pian terreno da lesene di ordine dorico mentre al piano superiore sono presenti finestre con decorazione in cotto e timpani triangolari. La parte secentesca si presenta più sobria, con il balcone in ferro battuto come unico elemento decorativo di spicco.
All'interno è presente un porticato di gusto bramantesco con colonne di ordine corinzio: su una delle pareti del porticato erano un tempo presenti degli affreschi di Bernardino Luini, staccati e oggi conservati alla Pinacoteca di Brera. Tra gli elementi interni degni di nota si possono citare gli affreschi attribuiti a Cesare Cesariano nella Sala del Centenario raffiguranti segni zodiacali.